# Belleville-sur-Meuse
Pour les articles homonymes, voir Belleville.
Belleville-sur-Meuse est une commune française située dans le département de la Meuse, en région Grand Est.

## Géographie
Cette petite ville se trouve le long de la Meuse et de sa partie canalisée.

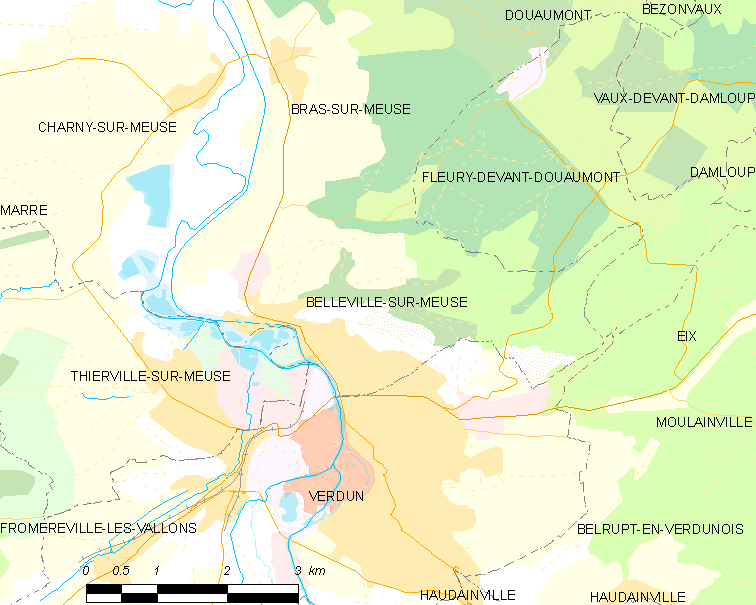
Carte de la commune.

| Charny-sur-Meuse     | Bras-sur-Meuse       | Fleury-devant-Douaumont |
| Thierville-sur-Meuse | Belleville-sur-Meuse | Fleury-devant-Douaumont |
| Thierville-sur-Meuse | Verdun               | Verdun                  |

### Transports
La ville est desservie par les lignes 3-4 et du TAD Proxi Tiv du réseau TIV ainsi que le circuit scolaire 13 pour les deux écoles.

### Hydrographie
La commune est dans le bassin versant de la Meuse au sein du bassin Rhin-Meuse. Elle est drainée par le canal de l'Est Branche-Nord et la Meuse,.
Le canal de l'Est Branche-Nord, d'une longueur de 141 km, est un chenal et un cours d'eau naturel navigable qui relie Givet à Troussey, où il rejoint le canal de la Marne au Rhin. 
La Meuse, d'une longueur de 486 km dans sa partie française, est un fleuve européen qui prend sa source en France, dans la commune du Châtelet-sur-Meuse, à 409 mètres d'altitude, et se jette dans la mer du Nord après un cours long d'approximativement 950 kilomètres traversant la France, la Belgique et les Pays-Bas. Les caractéristiques hydrologiques de la Meuse sont données par la station hydrologique située sur la commune. Le débit moyen mensuel est de 39,3 m3/s. Le débit moyen journalier maximum est de 422 m3/s, atteint lors de la crue du 29 janvier 1995. Le débit instantané maximal est quant à lui de 643 m3/s, atteint le 1er janvier 2002.

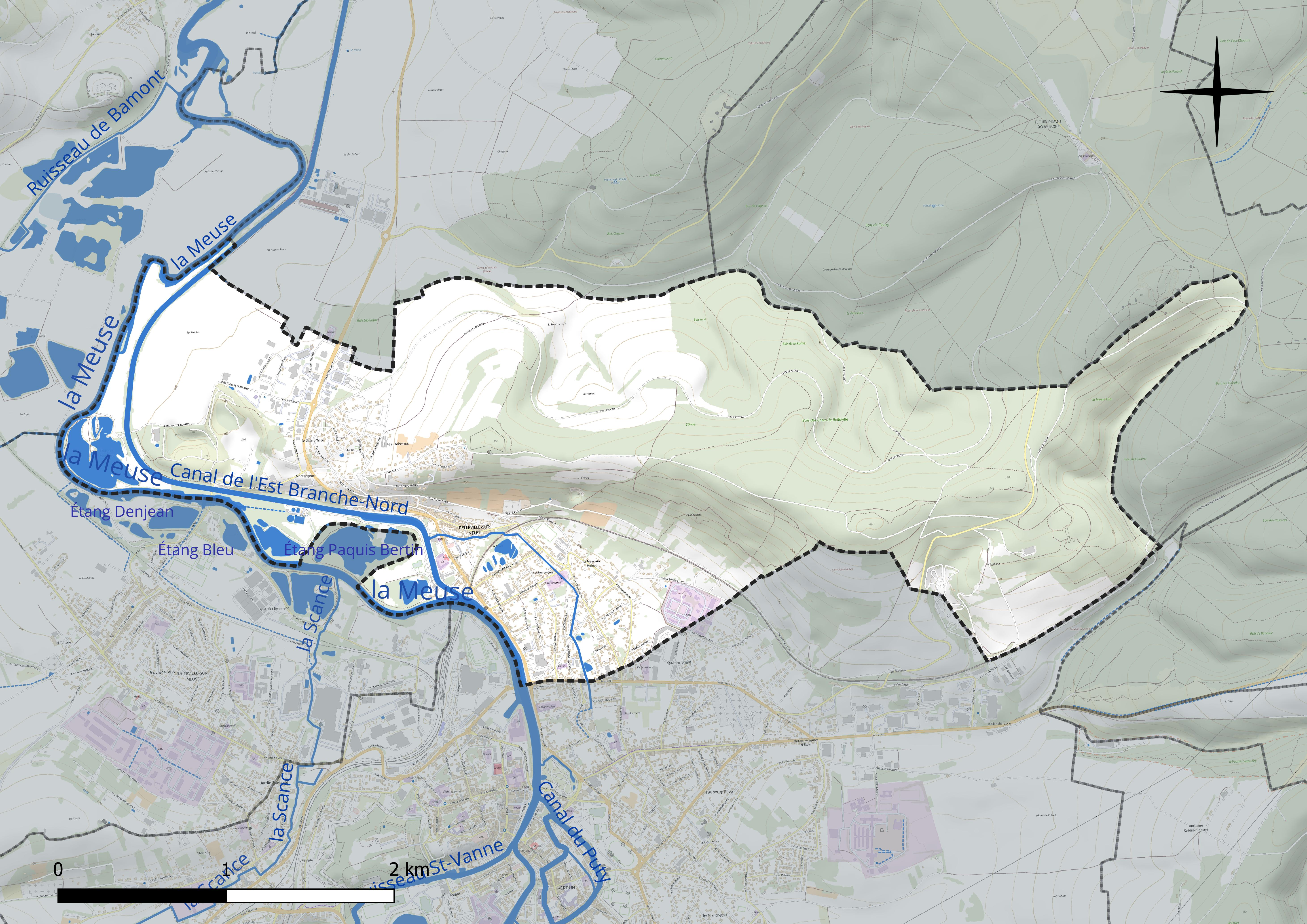
Réseau hydrographique de Belleville-sur-Meuse.

Deux plans d'eau complètent le réseau hydrographique : l'étang du Wameau (10,1 ha) et l'étang Paquis Bertin, d'une superficie totale de 7 ha (0,1 ha sur la commune),.

### Climat
Pour des articles plus généraux, voir Climat du Grand Est et Climat de la Meuse.
En 2010, le climat de la commune est de type climat de montagne, selon une étude du Centre national de la recherche scientifique s'appuyant sur une série de données couvrant la période 1971-2000. En 2020, Météo-France publie une typologie des climats de la France métropolitaine dans laquelle la commune est exposée à un climat océanique altéré et est dans la région climatique  Lorraine, plateau de Langres, Morvan, caractérisée par un hiver rude (1,5 °C), des vents modérés et des brouillards fréquents en automne et hiver. 
Pour la période 1971-2000, la température annuelle moyenne est de 9,7 °C, avec une amplitude thermique annuelle de 15,7 °C. Le cumul annuel moyen de précipitations est de 948 mm, avec 14,2 jours de précipitations en janvier et 9,9 jours en juillet. Pour la période 1991-2020, la température moyenne annuelle observée sur la station météorologique de Météo-France la plus proche, « Bonzée_sapc », sur la commune de Bonzée à 18 km à vol d'oiseau, est de 10,6 °C et le cumul annuel moyen de précipitations est de 783,7 mm. 
La température maximale relevée sur cette station est de 40,6 °C, atteinte le 24 juillet 2019 ; la température minimale est de −17,3 °C, atteinte le 7 février 2012,,. 
Les paramètres climatiques de la commune ont été estimés pour le milieu du siècle (2041-2070) selon différents scénarios d'émission de gaz à effet de serre à partir des nouvelles projections climatiques de référence DRIAS-2020. Ils sont consultables sur un site dédié publié par Météo-France en novembre 2022.

## Urbanisme

### Typologie
Au 1er janvier 2024, Belleville-sur-Meuse est catégorisée ceinture urbaine, selon la nouvelle grille communale de densité à sept niveaux définie par l'Insee en 2022.
Elle appartient à l'unité urbaine de Verdun, une agglomération intra-départementale regroupant trois  communes, dont elle est une commune de la banlieue,,. Par ailleurs la commune fait partie de l'aire d'attraction de Verdun, dont elle est une commune de la couronne,. Cette aire, qui regroupe 103 communes, est catégorisée dans les aires de moins de 50 000 habitants,.

### Occupation des sols
L'occupation des sols de la commune, telle qu'elle ressort de la base de données européenne d’occupation biophysique des sols Corine Land Cover (CLC), est marquée par l'importance des forêts et milieux semi-naturels (40 % en 2018), en diminution par rapport à 1990 (41,4 %). La répartition détaillée en 2018 est la suivante :
forêts (40 %), terres arables (20,6 %), zones urbanisées (15,2 %), zones agricoles hétérogènes (7 %), mines, décharges et chantiers (4,3 %), eaux continentales (3,4 %), prairies (3,1 %), zones industrielles ou commerciales et réseaux de communication (2,5 %), cultures permanentes (2,5 %), espaces verts artificialisés, non agricoles (1,3 %). L'évolution de l’occupation des sols de la commune et de ses infrastructures peut être observée sur les différentes représentations cartographiques du territoire : la carte de Cassini (XVIIIe siècle), la carte d'état-major (1820-1866) et les cartes ou photos aériennes de l'IGN pour la période actuelle (1950 à aujourd'hui).

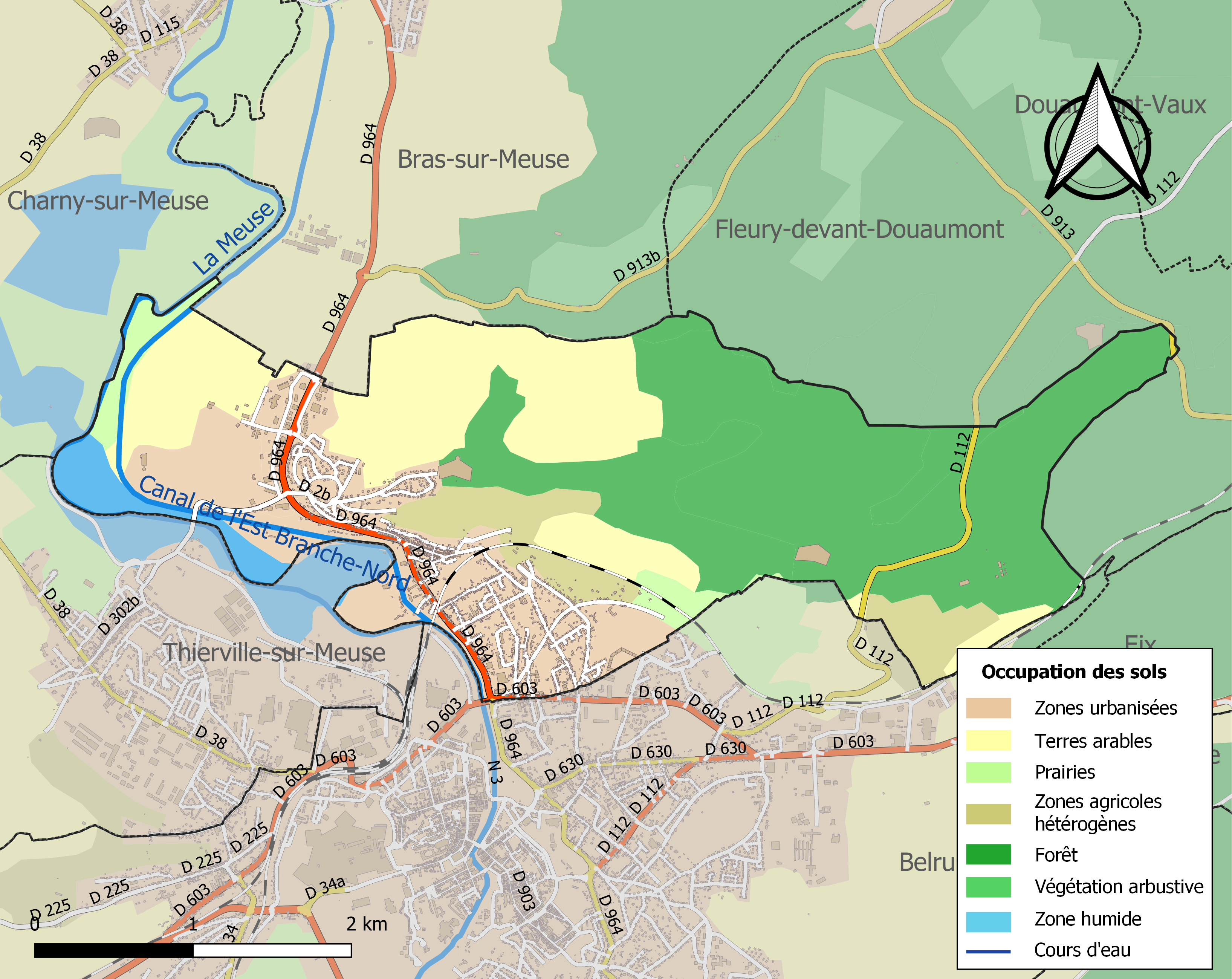
Carte des infrastructures et de l'occupation des sols de la commune en 2018 (CLC).

## Toponymie
Le nom de la localité est attesté sous les formes Bellavilla cum banno centena (1049) ; Villa-bella, Bella-villa (1089) ; In monte supra Bellam-villam (1108) ; Belle-ville (1180) ; Belleville-vers-Wamars (1294) ; Bella-villa (1226) ; Belleville-les-Verdun (1743).

Belleville est devenue officiellement Belleville-sur-Meuse par décret paru au Journal Officiel en 1922.

La Meuse, Maas ; en wallon, Moûse ; en latin Mosa, est un fleuve européen qui prend sa source en France, traverse la  Haute-Marne, la Meuse et les Ardennes et se jette dans la mer du Nord après un cours traversant la France, la Belgique et les Pays-Bas.

## Politique et administration

### Liste des maires
| Période                                  | Période  | Identité                                                | Étiquette             | Qualité |
| ---------------------------------------- | -------- | ------------------------------------------------------- | --------------------- | --- |
| Les données manquantes sont à compléter. |          |                                                         |                       | |
| 1924                                     | 1952     | Gaston Demenois (1893-1952)                             |                       | Vice-président des entrepreneurs de travaux publics de France                                                                       |
| 1959                                     | 1977     | Jean Demenois (1924-2011)                               |                       | Ingénieur ESTP |
| mars 1977                                | 2020     | Yves Peltier (1943-2020) Réélu pour le mandat 2020-2026 | DVD puis MPF puis LMR | Conseiller général du canton de Charny-sur-Meuse (1979-2015) Conseiller départemental du canton de Belleville-sur-Meuse (2015-2020) |
| novembre 2020                            | En cours | Marie-Paule Soubrier                                    |                       | |

## Démographie
L'évolution du nombre d'habitants est connue à travers les recensements de la population effectués dans la commune depuis 1793. Pour les communes de moins de 10 000 habitants, une enquête de recensement portant sur toute la population est réalisée tous les cinq ans, les populations de référence des années intermédiaires étant quant à elles estimées par interpolation ou extrapolation. Pour la commune, le premier recensement exhaustif entrant dans le cadre du nouveau dispositif a été réalisé en 2006.

En 2022, la commune comptait 3 023 habitants, en évolution de −2,23 % par rapport à 2016 (Meuse : −4,4 %, France hors Mayotte : +2,11 %).
| 1793 | 1800 | 1806 | 1821 | 1831 | 1836 | 1841 | 1846 | 1851 |
| ---- | ---- | ---- | ---- | ---- | ---- | ---- | ---- | ---- |
| 510  | 543  | 570  | 547  | 603  | 587  | 604  | 627  | 664  |

| 1856 | 1861 | 1866 | 1872 | 1876 | 1881 | 1886 | 1891 | 1896  |
| ---- | ---- | ---- | ---- | ---- | ---- | ---- | ---- | ----- |
| 633  | 626  | 638  | 645  | 775  | 911  | 910  | 892  | 1 177 |

| 1901  | 1906  | 1911  | 1921  | 1926  | 1931  | 1936  | 1946  | 1954  |
| ----- | ----- | ----- | ----- | ----- | ----- | ----- | ----- | ----- |
| 1 191 | 1 647 | 2 834 | 1 548 | 2 269 | 2 513 | 2 594 | 2 242 | 2 950 |

| 1962  | 1968  | 1975  | 1982  | 1990  | 1999  | 2006  | 2011  | 2016  |
| ----- | ----- | ----- | ----- | ----- | ----- | ----- | ----- | ----- |
| 3 030 | 3 408 | 3 060 | 2 729 | 3 163 | 3 137 | 3 058 | 3 215 | 3 092 |

| 2021  | 2022  | - | - | - | - | - | - | - |
| ----- | ----- | - | - | - | - | - | - | - |
| 3 021 | 3 023 | - | - | - | - | - | - | - |

## Culture locale et patrimoine

### Lieux et monuments
- L'église Saint-Sébastien, bombardée en 1916 durant la bataille de Verdun pendant la Première Guerre mondiale, reconstruite en 1928 dans un style néo-roman ;
- Le monument aux morts de Belleville a été inauguré le 10 août 1924 à 11 h par le président Poincaré[26] ;
- Le fort de Belleville ;
- Le fort Saint-Michel ;
- La caserne Marceau ;
- Le quartier Bayard, qui sert de garnison à l'escadron 11/7 de gendarmerie mobile ;
- Le parc à ballons, deux hangars pour les dirigeables d'observation (détruits)[27],[28].
  - Le dirigeable Adjudant-Réau[29], construit en 1911, y a pris feu le 2 mai 1914. Il détenait à l'époque le record d'altitude soit 2 150 m[30].

### Personnalités liées à la commune
Suzanne Jannin. Une plaque commémorative donne des renseignements sur cette héroïne de la Seconde Guerre mondiale, née à Belleville-sur-Meuse le 28 juillet 1912. Docteure en chirurgie dentaire, son cabinet de dentiste à Verdun devint un centre de résistance.